# Hileau (ruisseau)
Le/L' Hileau, également appelé Ilèwe,  est un ruisseau de Belgique, affluent de la Lesse. Prenant sa source dans le bois de Sevry, au sud-ouest du hameau de Sevry, il traverse Javingue, Beauraing, Baronville, Wiesme avant de se jeter dans la Lesse à Houyet. Il a une longueur d'approximativement 15 kilomètres.  
Entre Wiesme et Houyet le ruisseau longe la ligne de chemin de fer 166, reliant Dinant à Bertrix. 